# Classifica a punti (Vuelta a España)
La classifica a punti del Vuelta a España è una delle classifiche accessorie della corsa a tappe spagnola, istituita nel 1945. Consiste in una graduatoria determinata dai piazzamenti dei corridori al traguardo. Il leader della classifica indossa la maglia verde.

## Storia
- 1945-1986  Maglia azzurra
- 1987-1989  Maglia verde
- 1990-2008  Maglia azzurra
- 2009-  Maglia verde

La classifica a punti fu introdotta nel 1945 e, fino all'edizione 2008, la maglia distintiva fu quella azzurra (es: jersey azul), ad eccezione delle edizioni dal 1987 al 1989 in cui fu verde. Dall'edizione 2009 è stata introdotta nuovamente la maglia verde.
Sean Kelly, Laurent Jalabert e Alejandro Valverde, con quattro titoli ciascuno, condividono il primato di vittorie.
Una classifica analoga è presente anche negli altri due grandi giri, Tour de France e Giro d'Italia ma, a differenza di questi, nella Vuelta i punti assegnati sono sempre gli stessi, indipendentemente dal tipo di tappa.

## Albo d'oro
| Anno    | Corridore                | Squadra                   | Punti | Altre classifiche  |
| ------- | ------------------------ | ------------------------- | ----- | ------------------ |
| 1945    | Delio Rodríguez          | Indipendente              | 2347  | Generale           |
| 1946-48 | non assegnata            |                           |       |                    |
| 1949    | non disputata            |                           |       |                    |
| 1950-54 | non assegnata            |                           |       |                    |
| 1955    | Fiorenzo Magni           | Italia                    | 128   | -                  |
| 1956    | Rik Van Steenbergen      | Belgio                    | 98    | -                  |
| 1957    | Vicente Iturat           | Pirenei                   | 160   | -                  |
| 1958    | Salvador Botella         | Spagna                    | 202   | -                  |
| 1959    | Rik Van Looy             | Faema-Guerra              | 148   | -                  |
| 1960    | Arthur De Cabooter       | Groene Leeuw-SAS-Sinalco  | 189   | -                  |
| 1961    | Antonio Suárez           | Faema                     | 194   | -                  |
| 1962    | Rudi Altig               | Saint-Raphaël-Helyett     | 143,5 | Generale           |
| 1963    | Bas Maliepaard           | Saint-Raphaël-Gitane      | 130   | -                  |
| 1964    | José Perez-Frances       | Ferrys                    | 167   | -                  |
| 1965    | Rik Van Looy             | Solo-Superia              | 243   | -                  |
| 1966    | Jos van der Vleuten      | Televizier-Batavus        | 147   | -                  |
| 1967    | Jan Janssen              | Pelforth-Sauvage-Lejeune  | 209   | Generale           |
| 1968    | Jan Janssen              | Pelforth-Sauvage-Lejeune  | 142   | -                  |
| 1969    | Raymond Steegmans        | Goldor-Hertekamp-Gerka    | 188   | -                  |
| 1970    | Guido Reybrouck          | Germanvox-Wega            | 199,5 | -                  |
| 1971    | Cyrille Guimard          | Fagor-Mercier             | 233   | -                  |
| 1972    | Domingo Perurena         | KAS-Kaskol                | 224   | -                  |
| 1973    | Eddy Merckx              | Molteni                   | 215,5 | Generale           |
| 1974    | Domingo Perurena         | KAS-Kaskol                | 210   | -                  |
| 1975    | Miguel María Lasa        | KAS-Kaskol                | 249,5 | -                  |
| 1976    | Dietrich Thurau          | TI-Raleigh                | 147,5 | -                  |
| 1977    | Freddy Maertens          | Flandria-Velda            | 369   | Generale           |
| 1978    | Ferdi Van Den Haute      | Marc-Zeepcentrale-Superia | 218   | -                  |
| 1979    | Alfons De Wolf           | Lano-Boule d'Or           | 219   | -                  |
| 1980    | Sean Kelly               | Splendor                  | 313   | -                  |
| 1981    | Francisco Javier Cedena  | Colchon CR                | 211   | -                  |
| 1982    | Stefan Mutter            | Puch-Eorotex-Campagnolo   | 127   | -                  |
| 1983    | Marino Lejarreta         | Alfa Lum-Olmo             | 188   | -                  |
| 1984    | Guido Van Calster        | Del Tongo                 | 204   | -                  |
| 1985    | Sean Kelly               | Skil-Sem                  | 223   | -                  |
| 1986    | Sean Kelly               | KAS-Mavic                 | 253   | -                  |
| 1987    | Alfonso Gutiérrez        | Teka                      | 149   | -                  |
| 1988    | Sean Kelly               | KAS-Canal 10              | 248   | Generale           |
| 1989    | Malcolm Elliott          | Teka                      | 161   | -                  |
| 1990    | Uwe Raab                 | PDM-Concorde              | 173   | -                  |
| 1991    | Uwe Raab                 | PDM-Concorde              | 169   | -                  |
| 1992    | Djamolidine Abdoujaparov | Carrera Jeans             | 157   | -                  |
| 1993    | Tony Rominger            | CLAS-Cajastur             | 247   | Generale Scalatori |
| 1994    | Laurent Jalabert         | ONCE                      | 243   | -                  |
| 1995    | Laurent Jalabert         | ONCE                      | 312   | Generale Scalatori |
| 1996    | Laurent Jalabert         | ONCE                      | 237   | -                  |
| 1997    | Laurent Jalabert         | ONCE                      | 206   | -                  |
| 1998    | Fabrizio Guidi           | Team Polti                | 206   | -                  |
| 1999    | Frank Vandenbroucke      | Cofidis                   | 129   | -                  |
| 2000    | Roberto Heras            | Kelme-Costa Blanca        | 136   | Generale           |
| 2001    | José María Jiménez       | iBanesto.com              | 130   | Scalatori          |
| 2002    | Erik Zabel               | Team Telekom              | 188   | -                  |
| 2003    | Erik Zabel               | Team Telekom              | 181   | -                  |
| 2004    | Erik Zabel               | T-Mobile Team             | 152   | -                  |
| 2005    | Alessandro Petacchi      | Fassa Bortolo             | 169   | -                  |
| 2006    | Thor Hushovd             | Crédit Agricole           | 199   | -                  |
| 2007    | Daniele Bennati          | Lampre-Fondital           | 147   | -                  |
| 2008    | Greg Van Avermaet        | Silence-Lotto             | 158   | -                  |
| 2009    | André Greipel            | Team Columbia-HTC         | 150   | -                  |
| 2010    | Mark Cavendish           | Team HTC-Columbia         | 156   | -                  |
| 2011    | Bauke Mollema            | Rabobank                  | 122   | -                  |
| 2012    | Alejandro Valverde       | Movistar Team             | 199   | Combinata          |
| 2013    | Alejandro Valverde       | Movistar Team             | 152   | -                  |
| 2014    | John Degenkolb           | Team Giant-Shimano        | 169   | -                  |
| 2015    | Alejandro Valverde       | Movistar Team             | 118   | -                  |
| 2016    | Fabio Felline            | Trek-Segafredo            | 100   | -                  |
| 2017    | Chris Froome             | Team Sky                  | 158   | Generale Combinata |
| 2018    | Alejandro Valverde       | Movistar Team             | 131   | -                  |
| 2019    | Primož Roglič            | Team Jumbo-Visma          | 155   | Generale           |
| 2020    | Primož Roglič            | Team Jumbo-Visma          | 204   | Generale           |
| 2021    | Fabio Jakobsen           | Deceuninck-Quick Step     | 250   | -                  |
| 2022    | Mads Pedersen            | Trek-Segafredo            | 409   | -                  |
| 2023    | Kaden Groves             | Alpecin-Deceuninck        | 315   | -                  |
| 2024    | Kaden Groves             | Alpecin-Deceuninck        | 226   | -                  |